# 遠藤広之
遠藤 広之（えんどう ひろゆき、1983年10月1日 - ）は、日本の声優、俳優である。福島県福島市出身。EARLY WING所属。

## 人物
当初は漫画家を目指して福島県から上京したが、声優が好きだった友人の影響で興味を持ち始めて、その後は職業としての声優に惹かれていったという。
以前はJTBエンタテインメントに所属していた
趣味・特技はイラスト、水泳、格闘技観戦。

## 出演

### テレビアニメ
2008年
- イタズラなKiss（男子学生）

2009年
- あにゃまる探偵 キルミンずぅ（樺谷ポポタ）
- けんぷファー（男子生徒C）
- 空を見上げる少女の瞳に映る世界（ルイ）
- にゃんこい!（男子B、入学式司会）

2010年
- アマガミSS（男子生徒）

2011年
- うたの☆プリンスさまっ♪ マジLOVE1000%（係員、男、生徒、レンの父、氷室、スタッフ）
- フリージング（キョウイチ、男子生徒）
- 輪るピングドラム（水族館の父、大人、黒い服の男、乗客）

2012年
- 新世界より
- つり球
- 武装神姫（メロドラマの男）
- レゴ ニンジャゴー 〜スピン術バトルの使い手〜（ヒプノ審判、ファンパ将軍左）

2013年
- 蒼き鋼のアルペジオ -アルス・ノヴァ-（兵C）
- うたの☆プリンスさまっ♪ マジLOVE2000%（スタッフ、侍、司会、マスコミ、バンドメンバー、委員）
- ガッチャマン クラウズ（小山内建城、町の人、乗客、男性、D・D）
- DEVIL SURVIVOR2 the ANIMATION（ジプス隊員、大阪の隊員、中隊長、暴徒A、政治家、札幌オペレーターA、ルーグ、渋谷駅アナウンス）
- フリージング ヴァイブレーション（研究員A、ユリアのリミッター）
- レゴ チーマ 〜アニマル戦士たちの伝説〜（ロングトゥース、ファンガー卿）
- レゴ フレンズ 〜ともだちキラキラ!ものがたり〜（ノア）

2014年
- 暁のヨナ（守備兵、衛兵、フクチ、兵士、マヤ）
- DRAMAtical Murder（モルヒネC、警備兵）
- 召しませロードス島戦記 〜それっておいしいの?〜（スレイン〈素雨〉）

2015年
- ガッチャマン クラウズ インサイト（警官、通行人、秘書官、博多男性、和田理）
- 神様はじめました◎（神様）
- ミリオンドール（男、miya1192）

2016年
- 終末のイゼッタ（父親、ヨナス、パイロット、ゲール新兵）
- 舟を編む（アルバイト、宣伝部員）

2017年
- ブレンド・S（客、式場司会）
- キノの旅 -the Beautiful World- the Animated Series（兵士）

2018年
- ピアノの森（2018年 - 2019年、渋谷、デイビッド、司会） - 2シリーズ

2019年
- 歌舞伎町シャーロック（コブラ）
- スタンドマイヒーローズ PIECE OF TRUTH（記者、刑事）
- 超人高校生たちは異世界でも余裕で生き抜くようです!（マルコ）

2020年
- 魔法科高校の劣等生 来訪者編（パラサイト）
- 魔女の旅々（男）

2021年
- 怪物事変（救急隊員、警察官、作業員、怪物、酔っ払い）
- 魔法科高校の優等生（男子生徒）
- 平穏世代の韋駄天達（兵士、部下、海軍兵、サラマンダー、魔族）
- かげきしょうじょ!!（若者B）

2022年
- キャップ革命 ボトルマンDX（2022年 - 2023年、観客、ボトルバトラー1・2、BMA幹部A、ルトビア助手、スパーク 他）
- 本好きの下剋上 司書になるためには手段を選んでいられません（男、ダルア）
- 連盟空軍航空魔法音楽隊ルミナスウィッチーズ（ロマーニャ空軍の上官、男性、記者）
- アイドリッシュセブン Third BEAT!（組合員C）

2023年
- BLEACH 千年血戦篇-訣別譚-（技術開発局局員）
- うちの会社の小さい先輩の話（取引先社員）

2024年
- グレンダイザーU（リヤド市民C、フリード星人A、ローマ市民A、バイクの男、職員A 他）
- シャドウバースF（サラリーマン）
- シャングリラ・フロンティア（SF-Zoo 魔法使いD）

2025年
- 悪役令嬢転生おじさん（大将、ツッチー、生徒B、男性A）

### 劇場アニメ
- サマーウォーズ（2009年）
- 天上人とアクト人最後の戦い（2009年、ルイ）
- 劇場版 蒼き鋼のアルペジオ -アルス・ノヴァ- DC（2015年）
- 復興応援 政宗ダテニクル 合体版＋（2021年、10代当主伊達氏宗）
- RE:cycle of the PENGUINDRUM [前編] 君の列車は生存戦略（2022年）

### Webアニメ
- 政宗ダテニクル（2016年、10代当主伊達氏宗）
- 愛姫MEGOHIME（2019年 - 2020年、家来2[16]、社員）
- ウマ娘 プリティーダービー ROAD TO THE TOP（2023年、街の人、布団屋）

### ゲーム
- FRAGMENTS BLUE（2006年、男子生徒A）
- 赤い糸 DS（2008年、ダイ）
- GUILTY GEAR 2 OVERTURE（2010年、天狗、兵士）
- pop'n music ラピストリア（2014年、風紀委員 桐生）
- モンスター烈伝 オレカバトル（ケルー / 幻獣戦士ケルー / 幻獣騎士ケルー）
- ファイナルファンタジーVII リバース（2024年）

### 吹き替え
- 夫婦の世界

-

### ドラマCD
- 幻想水滸伝（兵士、村人）
- 円盤皇女ワるきゅーレ（兵士）
- 本好きの下剋上〜司書になるためには手段を選んでいられません〜 ドラマCD3・5（2019年 - 2020年、ローデリヒ[17] 他）
- 淡海乃海 水面が揺れる時〜三英傑に嫌われた不運な男、朽木基綱の逆襲〜（2021年、左門[18]）
- 新しいゲーム始めました。～使命もないのに最強です?～（2022年、運営[19]）

### 舞台
- 劇団大富豪番外公演「カレッジ・オブ・ザ・ウインド」（2009年8月27日 ‐ 30日、浅草橋アドリブ小劇場）
- ちゃんぽん（2009年、森井睦演出、あうるすぽっと）
- 焼け焦げるたましい（2009年、森井睦演出、東京芸術劇場）

### シリーズ一覧
1. ↑  第1シリーズ（2018年）、第2シリーズ（2019年）